# Dampleux
Dampleux es una comuna francesa, situada en el departamento de Aisne, de la región de Alta Francia.

## Demografía
| 169 | 149 | 152 | 265 | 345 | 380 | 431 | 402 |
| Para los censos de 1962 a 1999 la población legal corresponde a la población sin duplicidades (Fuente: INSEE [Consultar]) |     |     |     |     |     |     |     |